# Diocesi di Galloway
La diocesi di Galloway (in latino Dioecesis Candidae Casae o Gallovidiana) è una sede della Chiesa cattolica in Scozia suffraganea dell'arcidiocesi di Saint Andrews ed Edimburgo. Nel 2021 contava 41.350 battezzati su 520.290 abitanti. È retta dal vescovo Francis Dougan.

## Territorio
La diocesi comprende i distretti scozzesi di Ayrshire Settentrionale (tranne l'isola di Arran), Ayrshire Orientale, Ayrshire Meridionale e Dumfries e Galloway.
Sede vescovile è la città di Ayr, dove si trova la cattedrale di Santa Margherita (Cathedral Church of Saint Margaret).
Il territorio si estende su 9.794 km² ed è suddiviso in 37 parrocchie.

## Storia

### La diocesi anglosassone

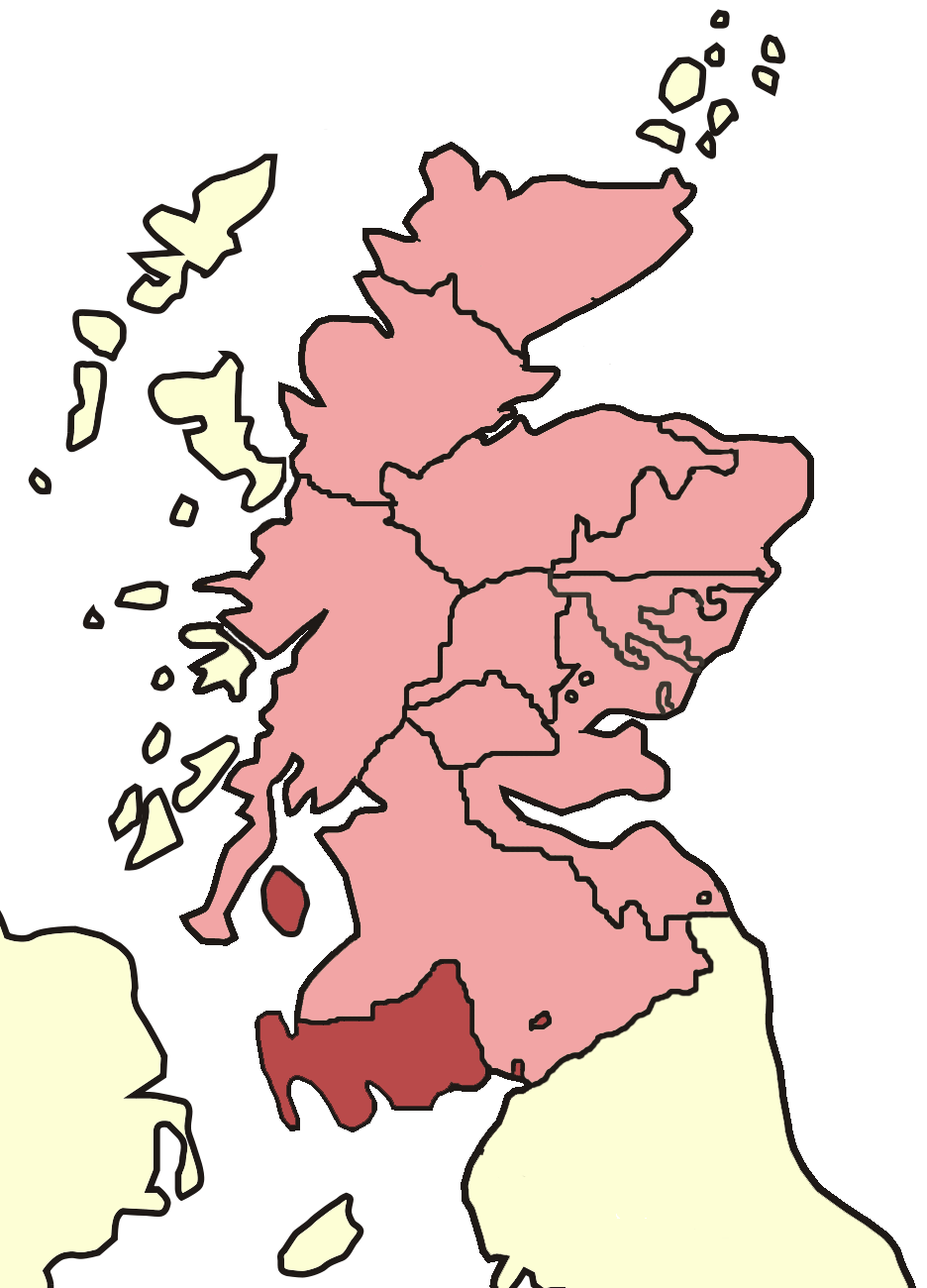
Territorio della diocesi medievale

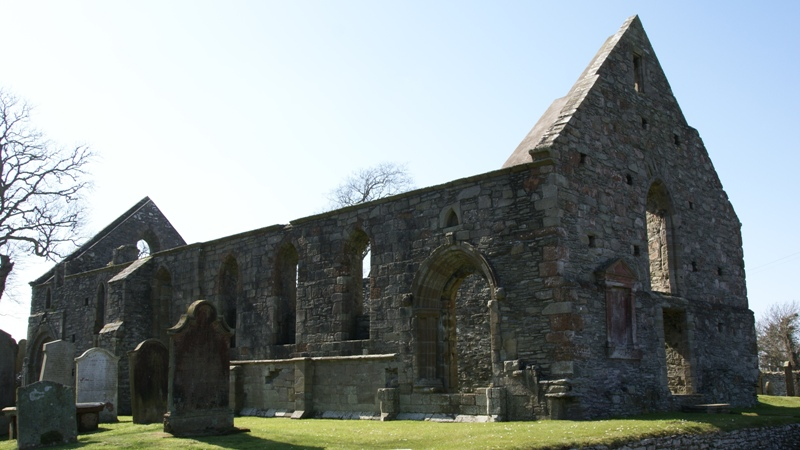
Resti della Whithorn Priory, cattedrale della diocesi medievale

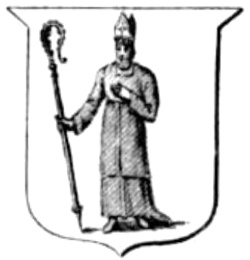
Stemma dell'antica diocesi di Whithorn-Galloway

Secondo la Historia ecclesiastica gentis Anglorum di Beda il Venerabile, la diocesi di Whithorn (ad Candidam Casam) fu istituita agli inizi del V secolo, legata, secondo la tradizione, al santo scozzese san Ninian, anche se probabilmente una comunità cristiana esisteva prima del suo arrivo. La serie episcopale di questa diocesi monastica, che era collocata in parte nel regno di Strathclyde, è attestata solo a partire dall'epoca anglosassone. Di essa si conoscono i nomi di sei vescovi.
La diocesi fu poi soppressa in seguito all'invasione danese e ristabilita nella prima metà del XII secolo con il nome di diocesi di Whithorn-Galloway, suffraganea dell'arcidiocesi di York fino al 1409 in ossequio alla sua matrice anglosassone. Le ripetute guerre fra i due regni britannici consigliarono poi il papa di renderla immediatamente soggetta alla Santa Sede. Divenne infine suffraganea di Saint Andrews nel 1472 e di Glasgow nel 1492.
Dell'antica cattedrale oggi restano solo dei ruderi. A fianco il vescovo Adougan (1406-1413) fece costruire il proprio palazzo vescovile. Papa Innocenzo VIII accordò ai re scozzesi il diritto di nomina dei vescovi, che da questo momento furono scelti per lo più tra i servitori della corona, a cui fu assegnata la diocesi come ricompensa per i servizi resi.
Il capitolo della cattedrale era composto da canonici regolari, che per un certo periodo godettero del titolo di re dell'isola di Man. La diocesi comprendeva circa 60 parrocchie.
L'ultimo vescovo in comunione con Roma fu Andrew Durie (1541-1558): con lui ebbe termine la serie dei vescovi cattolici e iniziò quella dei vescovi della Chiesa di Scozia.

### La diocesi attuale
La diocesi fu ripristinata con il nome di diocesi di Galloway il 4 marzo 1878 con la bolla Ex supremo Apostolatus di papa Leone XIII, ricavandone il territorio dal vicariato apostolico del Distretto Occidentale di Scozia (oggi arcidiocesi di Glasgow). Sede vescovile fu la città di Dumfries, dove si trovava la cattedrale di Sant'Andrea: di questa chiesa oggi resta solo il campanile, essendo il resto dell'edificio andato distrutto in un incendio l'11 maggio 1961.
Il 25 maggio 1947 la diocesi ha visto ampliare notevolmente i propri confini con l'acquisizione di porzioni di territorio dall'arcidiocesi di Glasgow.
Il 12 marzo 1962, con il decreto Restaurata in Scotia della Congregazione Concistoriale, la sede vescovile fu traslata a Ayr e nuova cattedrale divenne la chiesa del Buon Pastore.
Il 28 luglio 2007 la cattedrale è stata trasferita nella chiesa di Santa Margherita.

## Cronotassi dei vescovi
Si omettono i periodi di sede vacante non superiori ai 2 anni o non storicamente accertati.

### Vescovi di Whithorn
- San Ninian † (? - 432 deceduto)
- Pehthelm † (731 - 735 deceduto)
- Frithwald † (circa 762 - 764)
- Pehtwine † (circa 776 - 777)
- Æthelberht † (circa 777 - circa 789 nominato vescovo di Hexham)
- Beadwulf † (790 - circa 803)
- Eadredus †[7]

### Vescovi di Whithorn-Galloway
- Gille Aldan † (1128 - dopo il 1151 deceduto)
- Christian † (19 dicembre 1154 consacrato - 7 ottobre 1186 deceduto)
- John † (17 settembre 1189 consacrato - 1209 deceduto)
- Walter † (1209 - 1235 deceduto)
- Gilbert † (2 settembre 1235 consacrato - 1253 deceduto)
- Henry † (7 febbraio 1255 consacrato - 1º novembre 1293 deceduto)
- Thomas de Dalton † (10 ottobre 1294 consacrato - 1324 o 1326 deceduto)
- Simon de Wedale † (1º febbraio 1327 consacrato - 11 marzo 1354 deceduto)[8]
- Michael MacKenlagh † (12 luglio 1355 consacrato - dopo il 17 gennaio 1357 deceduto)
- Thomas MacDowell † (31 dicembre 1358 - dopo il 2 settembre 1362 deceduto)
- Adam de Lanark, O.P. † (17 novembre 1363 - marzo/ottobre 1378 deceduto)
- Thomas de Rossy, O.F.M. † (15 luglio 1379 - ? deceduto)
- Elisaeus Adougan † (28 maggio 1406 - 1413 deceduto)
- Thomas de Buittle † (14 giugno 1414 - dopo il 16 luglio 1420 deceduto)
- Alexander Vaus † (4 dicembre 1422 - circa 1450 dimesso)
- Thomas Spence † (7 gennaio 1450 - 21 novembre 1457 nominato vescovo di Aberdeen)
- Thomas Vaus † (21 novembre 1457 - 22 dicembre 1458 nominato vescovo di Aberdeen)[9]
- Ninian Spot † (22 dicembre 1458 - dopo il 12 giugno 1480 deceduto)
- George Vaus † (9 dicembre 1482 - prima del 30 gennaio 1508 deceduto)
  - James Beaton † (12 maggio 1508 - 19 gennaio 1509 nominato arcivescovo di Glasgow) (vescovo eletto[10])
- David Arnot, O.S.A. † (29 gennaio 1509 - 1525 o 1526 dimesso)
- Henry Wemyss † (23 gennaio 1526 - 1540 o 1541 deceduto)
- Andrew Durie, O.Cist. † (22 agosto 1541 - settembre 1558 deceduto)

### Vescovi di Galloway
- John McLachlan † (22 marzo 1878 - 16 gennaio 1893 deceduto)
- William Turner † (16 giugno 1893 - 19 gennaio 1914 deceduto)
- James William McCarthy † (25 maggio 1914 - 24 dicembre 1943 deceduto)
- William Henry Mellon † (24 dicembre 1943 succeduto - 2 febbraio 1952 deceduto)
- Joseph Michael McGee † (19 luglio 1952 - 4 aprile 1981 ritirato)
- Maurice Taylor † (4 aprile 1981 - 7 aprile 2004 ritirato)
- John Cunningham † (7 aprile 2004 - 22 novembre 2014 ritirato)
- William Nolan (22 novembre 2014 - 4 febbraio 2022 nominato arcivescovo di Glasgow)
- Francis Dougan, dal 22 dicembre 2023

## Statistiche
La diocesi nel 2021 su una popolazione di 520.290 persone contava 41.350 battezzati, corrispondenti al 7,9% del totale.
| anno | popolazione | popolazione | popolazione | presbiteri | presbiteri | presbiteri | presbiteri                | diaconi | religiosi | religiosi | parrocchie |
| anno | battezzati  | totale      | %           | numero     | secolari   | regolari   | battezzati per presbitero | diaconi | uomini    | donne     | parrocchie |
| ---- | ----------- | ----------- | ----------- | ---------- | ---------- | ---------- | ------------------------- | ------- | --------- | --------- | ---------- |
| 1950 | 27.000      | 647.000     | 4,2         | 70         | 58         | 12         | 385                       |         | 56        | 156       | 33         |
| 1970 | 43.590      | 469.000     | 9,3         | 86         | 74         | 12         | 506                       |         | 47        | 119       | 43         |
| 1980 | 50.734      | 519.214     | 9,8         | 77         | 56         | 21         | 658                       |         | 42        | 65        | 44         |
| 1990 | 48.751      | 525.000     | 9,3         | 68         | 50         | 18         | 716                       |         | 33        | 66        | 47         |
| 1999 | 47.162      | 521.000     | 9,1         | 61         | 55         | 6          | 773                       |         | 15        | 40        | 46         |
| 2000 | 47.150      | 521.000     | 9,0         | 58         | 55         | 3          | 812                       |         | 13        | 40        | 46         |
| 2001 | 47.704      | 521.000     | 9,2         | 56         | 54         | 2          | 851                       |         | 8         | 37        | 46         |
| 2002 | 47.456      | 521.000     | 9,1         | 57         | 52         | 5          | 832                       |         | 12        | 37        | 46         |
| 2003 | 47.063      | 521.000     | 9,0         | 56         | 50         | 6          | 840                       |         | 12        | 37        | 46         |
| 2004 | 47.856      | 520.000     | 9,2         | 55         | 50         | 5          | 870                       |         | 10        | 35        | 45         |
| 2006 | 42.000      | 493.000     | 8,5         | 51         | 46         | 5          | 823                       |         | 10        | 35        | 45         |
| 2013 | 47.700      | 520.000     | 9,2         | 39         | 35         | 4          | 1.223                     | 3       | 9         | 32        | 39         |
| 2016 | 43.000      | 532.000     | 8,1         | 36         | 33         | 3          | 1.194                     | 4       | 8         | 16        | 39         |
| 2019 | 41.353      | 520.260     | 7,9         | 43         | 34         | 9          | 961                       | 7       | 9         | 18        | 37         |
| 2021 | 41.350      | 520.290     | 7,9         | 41         | 33         | 8          | 1.008                     | 7       | 8         | 18        | 37         |